# Скарлатина
Скарлатината е заболяване, засягащо най-вече деца от 3 до 13 годишна възраст (децата до 6 месечна възраст са предпазени от антителата, придобити от майката), предимно в зимния период на годината. Причинители са бактерии от рода на бета-хемолитичния стрептокок от група А, отделят токсини и алерген, който предизвиква късни усложнения. Заболяването се предава по въздушно-капков път, но е възможно заразяване чрез храна и замърсени предмети. Обикновено източник са болните от скарлатина, болни от стрептококови ангини и назофарингити. Типично за това заболяване е развитието на регионални епидемии в обществени заведения, като сезонният пик обикновено се проявява през месеците от октомври до март. Инкубационният период е 1 – 12 дни, но най-често 2 – 4 дни. Тъй като заболяването е следствие от бактериална инфекция, след оздравяване не се придобива траен имунитет и е възможно да се срещат повторни заболявания. Контакт с оздравелия след карантинния период не е опасен.

## Симптоми
Скарлатината се характеризира с внезапно бурно начало, като първите симптоми обикновено са кашлица, висока температура, болки в гърлото, повръщане, болки по тялото, главоболие и тахикардия.
Други общи симптоми на скарлатината включват:
- Повишена температура (около 39 °C).
- Силна отпадналост, главоболие и повръщане.
- Силно зачервено и болезнено гърло; увеличени сливици, често покрити с гнойни налепи.
- Обрив под формата на дребни червени петънца; появява се в слабините, сгъвните повърхности на крайниците; разпространява се към гърдите, корема, шията.
- Езикът е малиновочервен.

## Особености
Характерно за скарлатината е последващото лющене на кожата, включително на дланите и ходилата. Заболяването често причинява усложнения: синуит, отит, лимфаденит, артрит, менингит, възпаление на средното ухо, засягане на сърцето, на ставите и др. Тежки усложнения, които се дължат на алергично-имунна реакция, са гломерулонефрит, ревматизъм и сериозно увреждане на бъбреците.

## Лечение
Лечението се извършва с лекарски контрол, като за най-успешно приложим медикамент се счита пеницилинът и неговите препарати, при изява на алергия към тях се използва еритромицин, а при липса на ефект – цефалоспорини. Важно е да се отбележи, че трябва да бъде проведено контролно изследване на урината за хематурия на болния от скарлатина две седмици след нейното начало.

## Усложнения
Ранни – пара- или ретрофарингеален абсцес, отит, мастоидит, синуит.
Късни – възникват 7 – 10 дни след началото на болестта. Може да настъпи остър гломерулонефрит, миокардит или посткарлатинозен „ревматоид“ (големите стави са оточни и болезнени).